# Ippa grossepunctella
Ippa grossepunctella är en fjärilsart som beskrevs av Pieter Cornelius Tobias Snellen 1903. Ippa grossepunctella ingår i släktet Ippa och familjen äkta malar. Inga underarter finns listade i Catalogue of Life.